# Romanowo (Chomutowka)
Romanowo (russisch Романово) ist ein Dorf (selo) in der Oblast Kursk in Russland. Es gehört zum Rajon Chomutowka und ist Sitz der Landgemeinde (selskoje posselenije) Romanowski selsowjet.

## Geographie
Der Ort liegt gut 110 km Luftlinie nordwestlich des Oblastverwaltungszentrums Kursk im südwestlichen Teil der Mittelrussischen Platte, 6,5 km nordöstlich des Rajonverwaltungszentrums Chomutowka, 21,5 km von der Grenze zwischen Russland und der Ukraine, am Torrente Romanowski (Nebenfluss des Sew).

### Klima
Das Klima im Ort ist wie im Rest des Rajons kalt und gemäßigt. Es gibt während des Jahres eine erhebliche Niederschlagsmenge. Dfb lautet die Klassifikation des Klimas nach Köppen und Geiger.

## Bevölkerungsentwicklung
| Jahr | Einwohner |
| ---- | --------- |
| 2002 | 219       |
| 2010 | 129       |

Anmerkung: Volkszählungsdaten

## Verkehr
Romanowo liegt 9,5 km von der Fernstraße föderaler Bedeutung M3 Ukraina (Moskau – Kaluga – Brjansk – Grenze zur Ukraine), an der Straße A 142 (Trosna – M3 Ukraina), 6,5 km von der Straße regionaler Bedeutung 38K-040 (Chomutowka – Rylsk – Gluschkowo – Tjotkino – Grenze zur Ukraine), an der Straße interkommunaler Bedeutung 38N-657 (A142 – Romanowo – Schewtschenko mit Auffahrt nach Schukow) und 36,5 km von der nächsten Eisenbahnhaltestelle 525 km (Eisenbahnstrecke Nawlja – Lgow-Kijewskij).
Der Ort liegt 202 km vom internationalen Flughafen von Belgorod entfernt.